# Copahué
De Copahué is een actieve stratovulkaan op de grens van Argentinië en Chili (in Patagonië), met een hoogte van 2.997 m. De berg maakt deel uit van een keten vulkanen langs de Argentijns-Chileense grens, die op hun beurt weer deel uitmaken van de Ring van Vuur. Van al deze vulkanen zijn er circa 28 actief, wat zo'n 20 % van alle actieve vulkanen op aarde uitmaakt.
De vulkaan bezit een 8 km brede caldera die een 600.000 jaar geleden is gevormd. Ondanks zijn klassering als 'actief' is de bergomgeving toch een wintersportgebied.
Recent was de vulkaan in de zomer van 2000 actief. Deze eruptie was de zwaarste van de vulkaan in de afgelopen 10.000 jaar; tot zo´n 15 km van de vulkaan kwam 3 tot 5 cm as naar beneden. Eind 2012 hing er een 800 meter hoge rook- en aswolk die er toe leidde dat de bevolking de omgeving van de vulkaan verliet. Ook op 27 mei 2013 is weer uitbarstingsalarm geslagen met een evacuatie-oproep aan beide zijden van de grens.